# 拉弗朗布瓦西耶尔
拉弗朗布瓦西耶尔（法語：La Framboisière，法語發音：[la fʁɑ̃bwazjɛʁ]）是法国厄尔-卢瓦省的一个市镇，属于德勒区。

## 地理
拉弗朗布瓦西耶尔（48°35'38"N, 1°0'48"E）面积5.23 平方千米，位于法国中央-卢瓦尔河谷大区厄尔-卢瓦省，该省份为法国北部内陆省份，北起顺时针与厄尔省、伊夫林省、埃松省、卢瓦雷省、卢瓦-谢尔省、萨尔特省和奧恩省接壤。
与拉弗朗布瓦西耶尔接壤的市镇（或旧市镇、城区）包括：卢维利耶莱佩尔什、拉索塞勒。

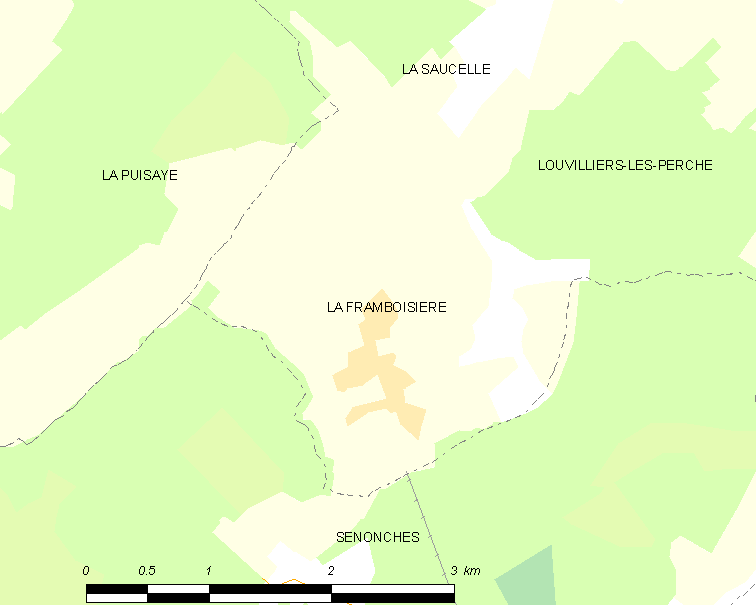
拉弗朗布瓦西耶尔的OSM定位图

拉弗朗布瓦西耶尔的时区为UTC+01:00、UTC+02:00（夏令时）。

## 行政
拉弗朗布瓦西耶尔的邮政编码为28250，INSEE市镇编码为28159。

## 政治
拉弗朗布瓦西耶尔所属的省级选区为圣吕班德容什雷县。

## 人口

1962-2008年间拉弗朗布瓦西耶尔人口变化图示

拉弗朗布瓦西耶尔于2022年1月1日时的人口数量为337人。